# Ernst Mach
Ernst Mach (n. 18 februarie 1838, Brno-Chrlice⁠(d), Brünn, Țările Coroanei Boeme, Imperiul Austriac – d. 19 februarie 1916, Vaterstetten, Regatul Bavariei, Imperiul German) a fost un fizician și filozof austriac, profesor la Universitatea din Viena. După el a fost numit „numărul Mach” (cunoscut și ca „viteza Mach”).
Este considerat precursorul lui Einstein în critica principiilor mecanicii clasice. Mach considera că lumea fizică este constituită din complexe stabile de senzații și că rolul științei ar fi să introducă legi în aceste complexe. Mach este revendicat de neopozitivism drept precursor. Una din tezele principale ale lui Mach a fost că știința este derivată din senzație.